# Tajgakardarspindel
Tajgakardarspindel (Dictyna schmidti) är en spindelart som beskrevs av Kulczynski 1926. Tajgakardarspindel ingår i släktet Dictyna och familjen kardarspindlar. Arten är reproducerande i Sverige. Inga underarter finns listade i Catalogue of Life.